# Шапел Сен Лорјан
Шапел Сен Лорјан (фр. Chapelle-Saint-Laurian) насеље је и општина у централној Француској у региону Центар (регион), у департману Ендр која припада префектури Исуден.
По подацима из 2011. године у општини је живело 134 становника, а густина насељености је износила 13,65 становника/km². Општина се простире на површини од 9,82 km². Налази се на средњој надморској висини од 200 метара (максималној 174 m, а минималној 125 m).

## Демографија
| 1962. | 1968. | 1975. | 1982. | 1990. | 1999. | 2011. |
| ----- | ----- | ----- | ----- | ----- | ----- | ----- |
| 137   | 162   | 140   | 162   | 135   | 141   | 134   |

График промене броја становника у току последњих година